# Берч Хилс (Саскачеван)
Берч Хилс (енгл. Birch Hills) је насеље са статусом варошице у централном делу канадске провинције Саскачеван. Налази се на око 38 км југоисточно од града Принц Алберт, на месту укрштања провинцијских аутопутева 3 и 25. 
Насеље се налази на брежуљкастом подручју обраслом брезом па отуда и име Берч Хилс (Вirch = бреза).

## Историја
Први досељеници у овом подручју били су норвешког, британског и англометиског порекла, а талас досељавања кренуо је током 80-их година 19. века. Интензивнији напредак остварен је након доласка железнице 1905. године. Године 1907. Берч Хилс је административно организован као село, а од 1960. и као варошица.

## Демографија
Према резултатима пописа становништва из 2011. у варошици су живела 1.064 становника у укупно 440 домаћинстава, што је за 13,8% више у односу на 935 житеља колико је регистровано 
приликом пописа 2006. године.
| 2001. | 2006. | 2011. |
| ----- | ----- | ----- |
| 957   | 935   | 1.064 |